# 渡辺加和
渡辺 加和（わたなべ かずえ、1990年9月26日 - ）は、日本のファッションモデル、グラビアモデル。ゴーゴーダンサーチーム「CYBERJAPAN DANCERS」のメンバーとしての名義はKAZUE。渡辺加苗の妹。
「かずへー」の愛称がある。
大阪府出身。株式会社TWIN PLANET所属。

## 略歴
『JELLY』『Happie nuts』『BLENDA』『S Cawaii!』『egg』『KATY』『Popteen』『PopSister』といったファッション雑誌の読者モデルとして活躍し、ゴーゴーダンサーチーム「CYBERJAPAN DANCERS」に在籍。2010年7月2日に開催された『BIKINI NIGHT 2010』でグループ加入後初となるイベントを成功させた。
2014年、インターネットラジオ『block.fm』にて放送開始した『楽屋裏RADIO』にMCとして出演。
2017年2月10日、初写真集『CYBERJAPAN DANCERS 1st PHOTOBOOK』が発売された。
実の姉である渡辺加苗も「CYBERJAPAN DANCERS」に加入しており、渡辺シスターズとして高い人気を得ている。また、Instagramの総フォロワー数が2人でおよそ121.2万人、Twitterの総フォロワー数が2人でおよそ15.7万人にのぼっている（2019年9月11日時点）。
2018年2月1日、AbemaTVで放送されたインターネットテレビショッピング番組『マジでヤバいモノが手に入る!買えるAbemaTV社』で渡辺加苗と共にハンバイヤーを務めた。
2024年6月3日、結婚したことを自身のInstagramにて報告した。同年7月13日、第1子を妊娠していることを自身のX（旧Twitter）にて報告した。
12月1日、11月28日に第一子出産を報告

## 人物

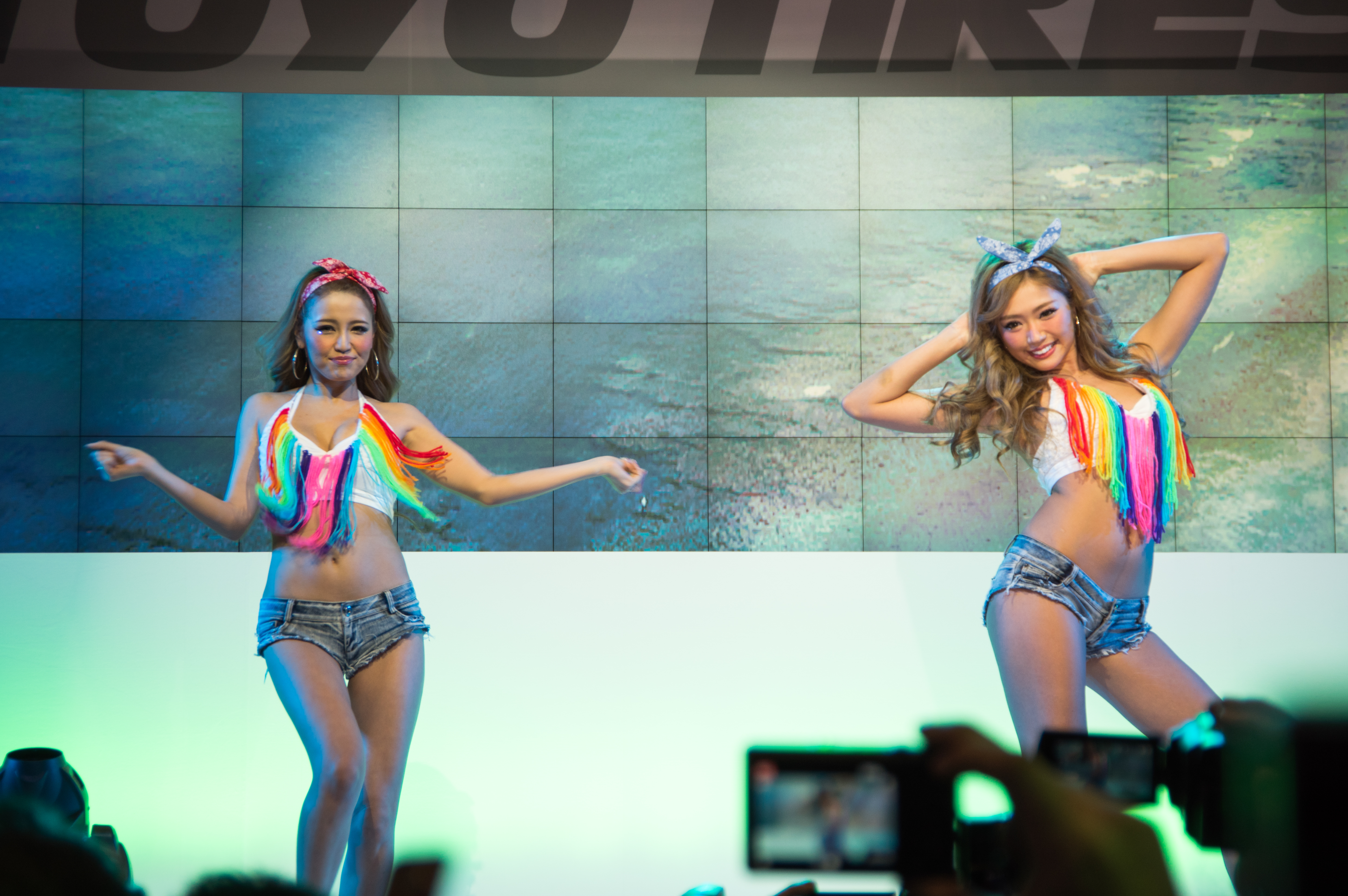
東京オートサロン2017でのパフォーマンス。写真右が渡辺加和（KAZUE）、左が姉の渡辺加苗（KANAE）。

- 趣味はダンス、歌、ショッピング、お喋り、笑うこと、カフェ巡り。中学時代はバレーボール部に在籍。
- チーム内きっての天然ボケとユーモアなキャラクター。甘いものが好きで特にチョコレートには目がない。犬も大好きで実家で飼っているトイプードルの「渡辺はっぴー」（2015年9月11日生まれ、オス）のInstagramアカウントが存在する。アカウント名は（@watanabehappy）。
- 名前の由来は「世の中に平和を加えられる人になるように」という願いから。
- 「いすゞのトラック」を歌い、自作の振り付けをした動画がFacebookなどで600万回視聴を突破した。

## 出演

### テレビ
- くりぃむナントカ（テレビ朝日）
- 週刊さんまとマツコ（2023年4月16日、TBSテレビ）

### ネットテレビ
- 買えるAbemaTV社（2018年2月1日 - 、AbemaTV） - ハンバイヤー

### ファッション雑誌モデル
- JELLY
- Happie nuts
- BLENDA
- S Cawaii!
- KATY
- egg
- Popteen
- PopSister

### WEBサイトモデル
- Ravijour
- Neonsoda
- Growing
- Rich
- Loveron
- OGS
- モバコレ

### ショー
- BLOOMING
- Esperanza
- HairMake EARTH

### PV
- ゆず「LOVE & PEACH」
- N.C.B.B（NORTH COAST BAD BOYZ）「is〜オレとオマエの唄〜」
- GOLD「all of U」
- KEN THE 390「Stay feat.清水翔太」

### デジタル写真集
- ヤンジャンBuzzGirls写真集『We are…YJ BuzzGirls!!!!』（2022年3月4日、集英社）※なな茶、辻りりさ、藤乃あおい、村島未悠とのオムニバス写真集